# Zift
Zift sau Dzift (Bg. Дзифт) este un film alb-negru bulgăresc din anul 2008, regizat de Iavor Gardev ce combină elemente din genurile neo-noir, comedie neagră și retro-socialiste. Filmul este o adaptare a romanului omonim al scriitorului Vladislav Todorov apărut în anul 2006.

## Titlul
Simbolistica titlului conține trei elemente: cuvântul дзифт  (dzift, zift) înseamnă 
1. asfalt, bitum,
2. (rășină de) smoală (din care se fabrica odinioară gumă de mestecat) și
3. materie fecală (începutul filmului redă istoria unui personaj înșelat de nevastă care introduce pe fereastră aproximativ 3 tone de materie fecală pentru a se răzbuna pe aceasta)

## Sinopsis
Filmul nu se desfășoară cronologic; acțiunea se petrece în anii 60 fiind presărat de flashbackurile personajului principal, Molie (Молецa) din perioada loviturii de stat din Bulgaria din 1944.

## Distribuția
- Zahari Baharov - Lev Kaludov Zhelyazkov, cunoscut drept Molie (Молеца, Moleța) sau Levo
- Tanya Ilieva - Ada sau Călugărița (insecta) (Богомолката, Bogomolkata), iubita lui Molie dinainte să intre la închisoare.
- Vladimir Penev - Melcu (Плужека, Plujeka), complicele lui Molie în furtul diamantului și iubitul ulterior al Adei
- Mihail Mutafov - Van Wurst Ochiul (Ванвурст Окото, Vanvurst Okoto), colegul de cameră din închisoare al lui Molie
- Đoko Rosić – Preotul [1]

## Premii
- Festivalul Internațional de Film de la Moscova[2]
  - Premiul de argint George – pentru cea mai bună regie
  - Premiul pentru cel mai bun film al Federației Cluburilor de Film din Rusia
- Festivalul Internațional de Televiziune Golden Chest[3]
  - Premiul special al juriului
  - Premiul pentru regie – acordat de Fundația Galya Bachvarova
  - Premiul pentru imagine – acordat de Uniunea Cineaștilor din Bulgaria.
- Nominalizare din partea Bulgariei la a optzecișiuna ediție a premiilor Oscar pentru Cel mai bun film într-o limbă străină.[4]

În 2008, a primit Trandafirul de Aur.